# Artibeus
Artibeus là một chi động vật có vú trong họ Dơi mũi lá, bộ Dơi. Chi này được Leach miêu tả năm 1821. Loài điển hình của chi này là Artibeus jamaicensis Leach, 1821.

## Hình ảnh

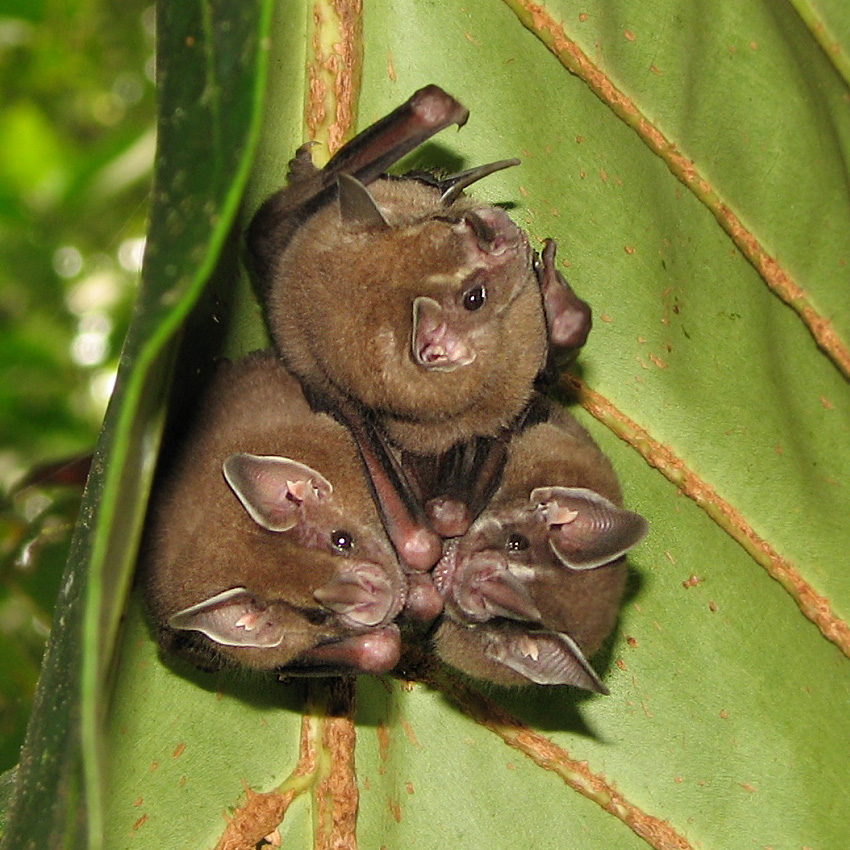

## Các loài
Chi này gồm các loài:
- Artibeus amplus
- Artibeus anderseni
- Artibeus aztecus
- Artibeus bogotensis
- Artibeus cinereus
- Artibeus concolor
- Artibeus fimbriatus
- Artibeus fraterculus
- Artibeus glaucus
- Artibeus gnomus
- Artibeus hirsutus
- Artibeus incomitatus
- Artibeus inopinatus
- Artibeus jamaicensis
- Artibeus lituratus
- Artibeus obscurus
- Artibeus phaeotis
- Artibeus planirostris
- Artibeus rosenbergi
- Artibeus toltecus
- Artibeus watsoni